# Туалет літака

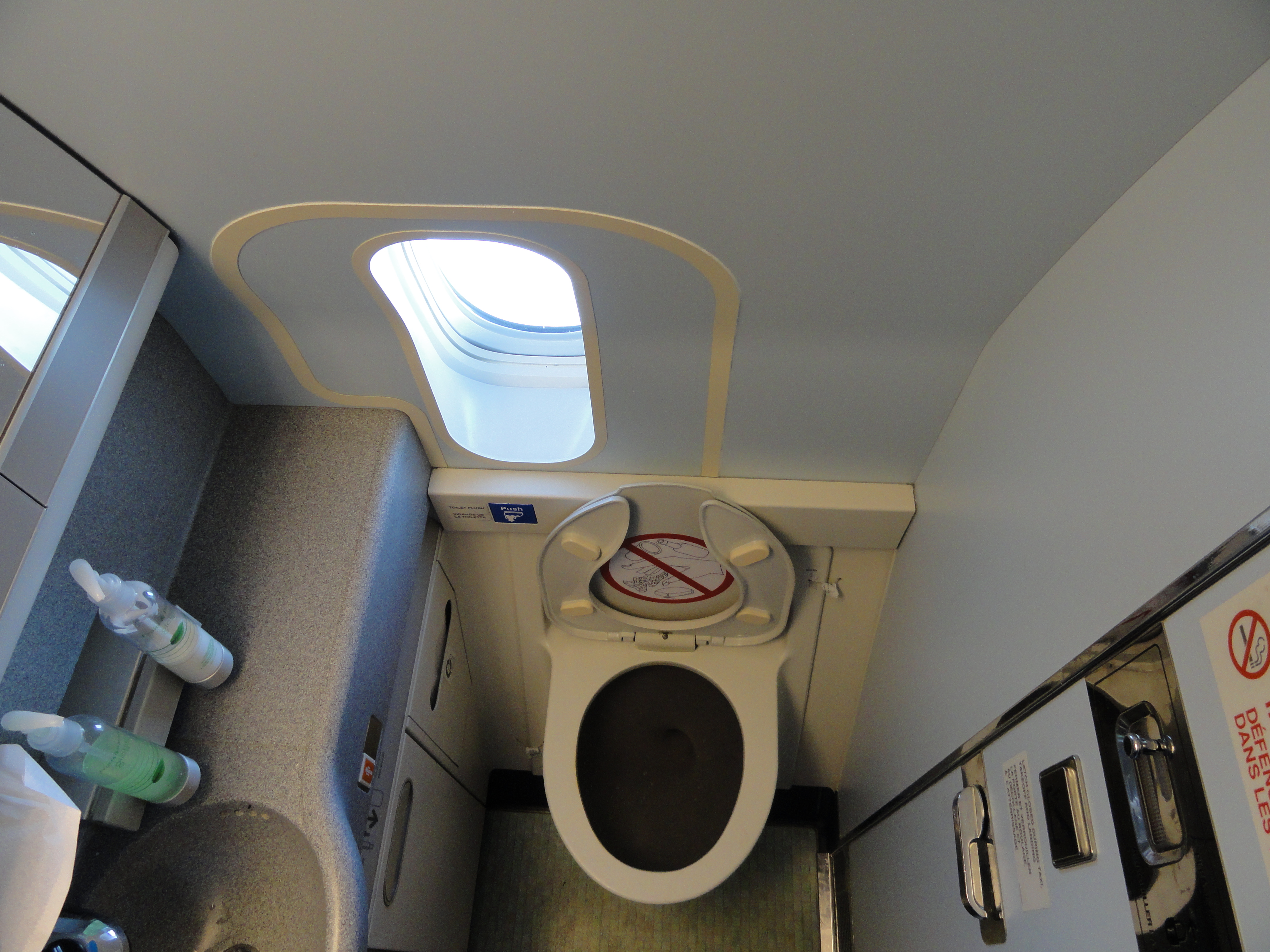
Туалет бізнес-класу з вікном, на борту Boeing 777-200LR Air Canada (2011)

Туалет літака — невелика унісекс кімната на літаку з туалетом і раковиною. Встановлені звичайні на пасажирських рейсах, за винятком деяких короткомагістральних рейсів. Авіаційні туалети історично були хімічними туалетами, але багато хто тепер використовує замість них систему вакуумного змиву.

## Історія
Серед перших літаків, обладнаних туалетом, — Handley Page Type W 1919 року, de Havilland Doncaster 1921 року та Caproni Ca.60 1921 року. Однак Caproni розбився під час другого польоту і більше ніколи не використовувався. Авіалайнер Handley Page H.P.42, спроєктований у 1928 році, був обладнаний туалетами в центрі літака. Британський летючий човен Supermarine Stranraer, який вперше піднявся в повітря у 1934 році, був обладнаний туалетом, який був відкритий у повітря. Коли кришка піднімалася в польоті, потік повітря створював свистячий звук, через що літак отримав прізвисько «Свистяча вбиральня». Літак «Short Sunderland», який служив у військах з 1938 по 1967 рік, був порівняно добре обладнаний і мав порцеляновий унітаз зі змивним бачком.

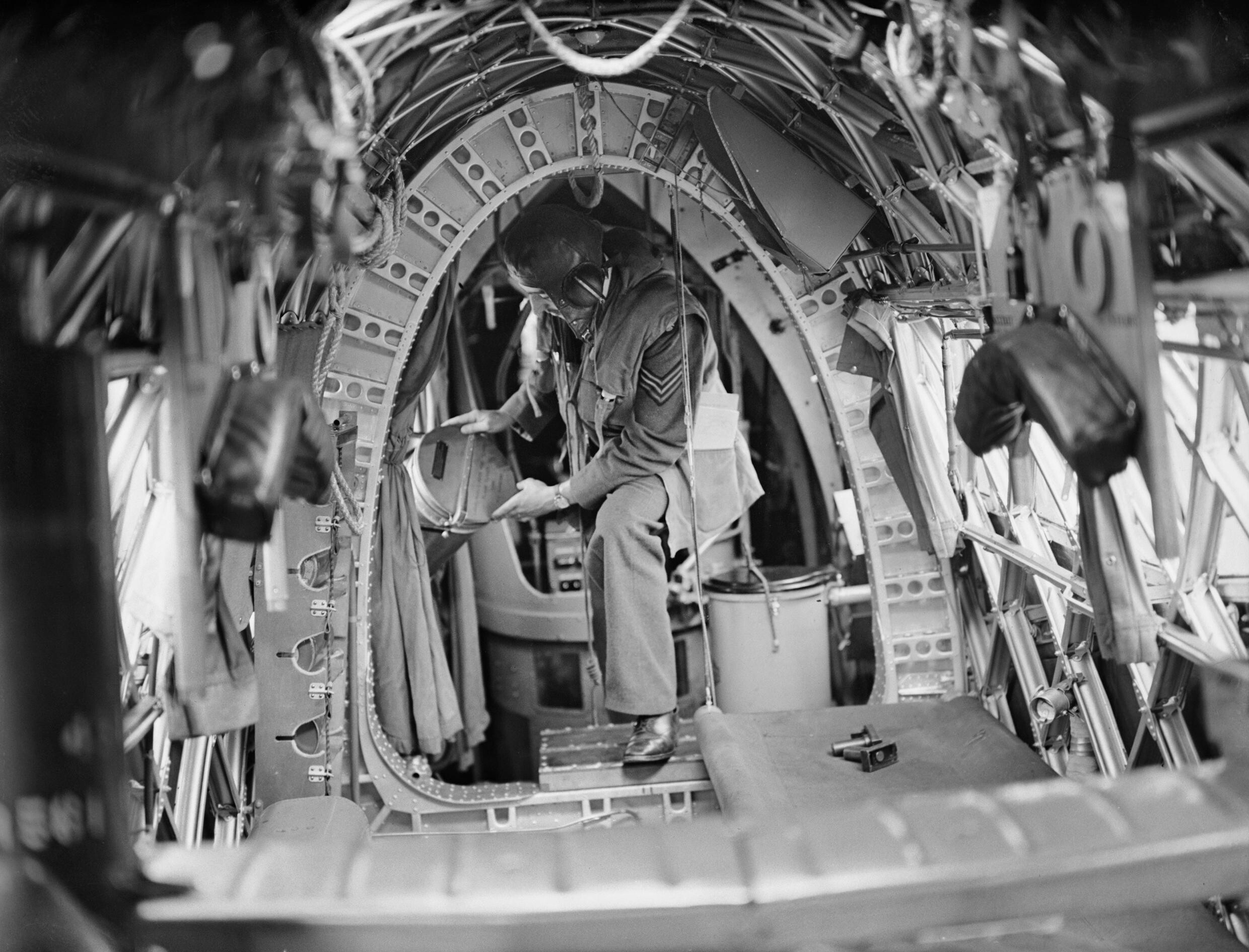
Член екіпажу на борту бомбардувальника «Vickers Wellington» Королівських ВПС часів Другої світової війни. Контейнер праворуч від нього — хімічний туалет літака «Elsan» (1939—1941)

Під час Другої світової війни великі бомбардувальники, такі як американський Boeing B-17 Flying Fortress і британський Avro Lancaster, несли на борту хімічні туалети (в основному відро з сидінням і кришкою, див. відерний туалет); у британському вжитку вони називалися «Elsans» на честь компанії, яка їх виробляла. Вони часто переповнювалися й ними було важко користуватися. Сильний холод на великій висоті вимагав від екіпажів носити багато шарів важкого одягу, а пілоту, можливо, доводилося робити різкі маневри без попередження, що призводило до перекидання відра, яке розкидало відходи в усі боки. Відра були непопулярні серед екіпажів бомбардувальників, які намагалися уникати їх використання, якщо це було можливо, особливо коли літак кренився, внаслідок чого відро перекидалося й виливало свій вміст на його користувача. Члени екіпажу бомбардувальників іноді вважали за краще мочитися в пляшки або випорожнюватися в картонні коробки, які потім викидали з літака. Коли таких контейнерів не було, члени екіпажу мочилися з бомбового відсіку або випорожнювалися на руки й викидали відходи через один з отворів поясної гармати.

### Мала авіація
Під час Другої світової війни невеликі літаки, такі як винищувачі, були оснащені пристроями, відомими як «розвантажувальні трубки». Вони складалися з воронки, прикріпленої до шланга, який виводився назовні, і який можна було використовувати для сечовипускання. Ці пристрої були незручними в використанні та могли замерзнути та заблокуватися в умовах сильного холоду на великій висоті.
Такі пристрої все ще іноді встановлюються на сучасних військових літаках і невеликих приватних літаках, хоча жінкам важко ними користуватися. Чоловіки-пілоти планерів, які здійснюють тривалі польоти у висоті, можуть носити зовнішній катетер (так званий катетер-кондом), який або зливається в мішок для збору сечі, або з'єднаний з трубкою, яка виводить сечу назовні. Якщо використовується останній підхід, необхідно подбати про те, щоб потік сечі не контактував з іншими частинами літального апарата, де він може з часом викликати корозію.
Іншим розв'язанням проблеми сечовипускання під час тривалих військових патрулювань, особливо на сучасних військово-морських патрульних літаках, де пілот пристебнутий до свого крісла, є використання губки в пакеті на блискавці, яка утилізується в кінці польоту.

## Пасажирські літаки

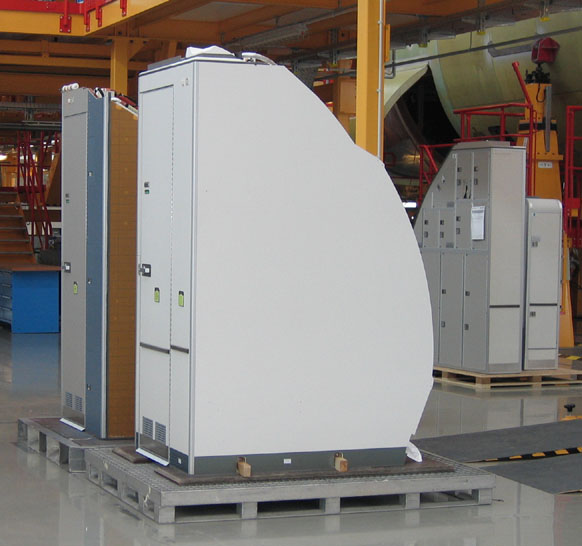
Туалет пасажирського літака Airbus A320 до встановлення (2005)

Кількість туалетів на одного пасажира на борту літака значно відрізняється в різних авіакомпаніях та моделях літаків. Наприклад, на борту літаків Північної Америки, включаючи лоукости, чартери та регулярні авіакомпанії, зазвичай прийняте співвідношення у мінімум один туалет на кожні 50 пасажирів. Однак салони преміум- та каютах бізнес-класу можуть мати кілька туалетів, призначених переважно для них, в середньому один туалет на 12 пасажирів.
Менші регіональні літаки, призначені для польотів на короткі відстані, можуть взагалі не бути обладнані туалетами.

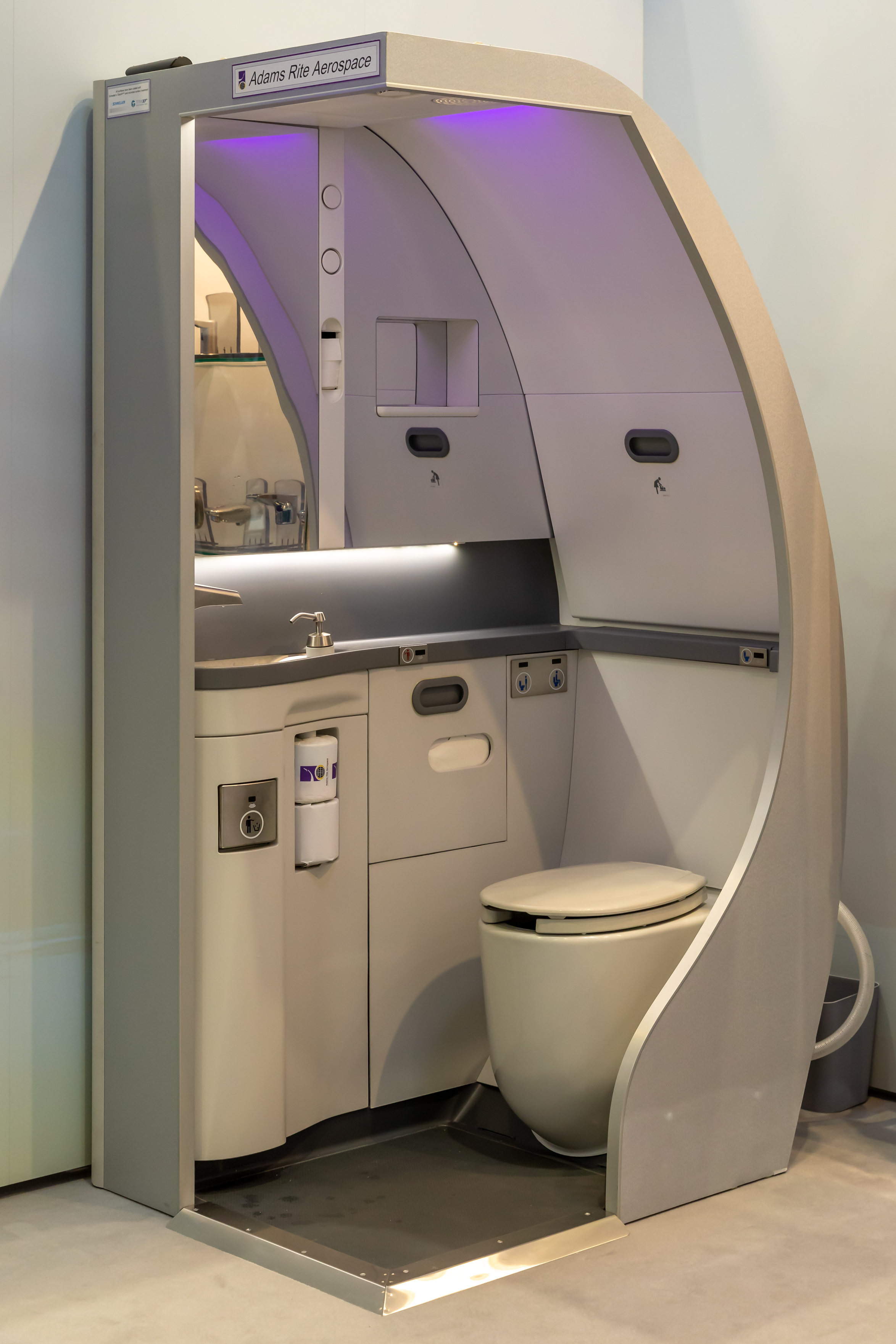
Розрізна модель туалетного модуля пасажирського літака.

### Типи
Туалети на сучасних літаках дуже дорогі та включають функції, для проєктування та розробки яких світові авіакомпанії потребували значних початкових і довгострокових інвестицій. Авіакомпанії та виробники літаків постійно досліджують шляхи вдосконалення технології проєктування туалетів, щоб підвищити їх функціональність і знизити витрати на виробництво, зберігаючи при цьому належний рівень безпеки, гігієни та комфорту.
З цієї причини у сучасності хімічні туалети з синім дезінфікуючим засобом та рециркуляційним електричним змивом замініюються на туалети вакуумного змиву для видалення з унітазу твердих і рідких залишків — технологія, запатентована ще у 1975 році. Деякі з переваг систем технології вакуумного промивання, з точки зору конструкторів літаків, полягають у підвищенні безпеки завдяки меншому ризику витікання корозійних відходів. Крім того, вакуумні змивні системи залишають менше запахів та значно легші за вагою, заощаджуючи паливо за рахунок зменшення потреби перевозити великі запаси рециркуляційної води з дезінфікуючим засобом.

### Обладнання

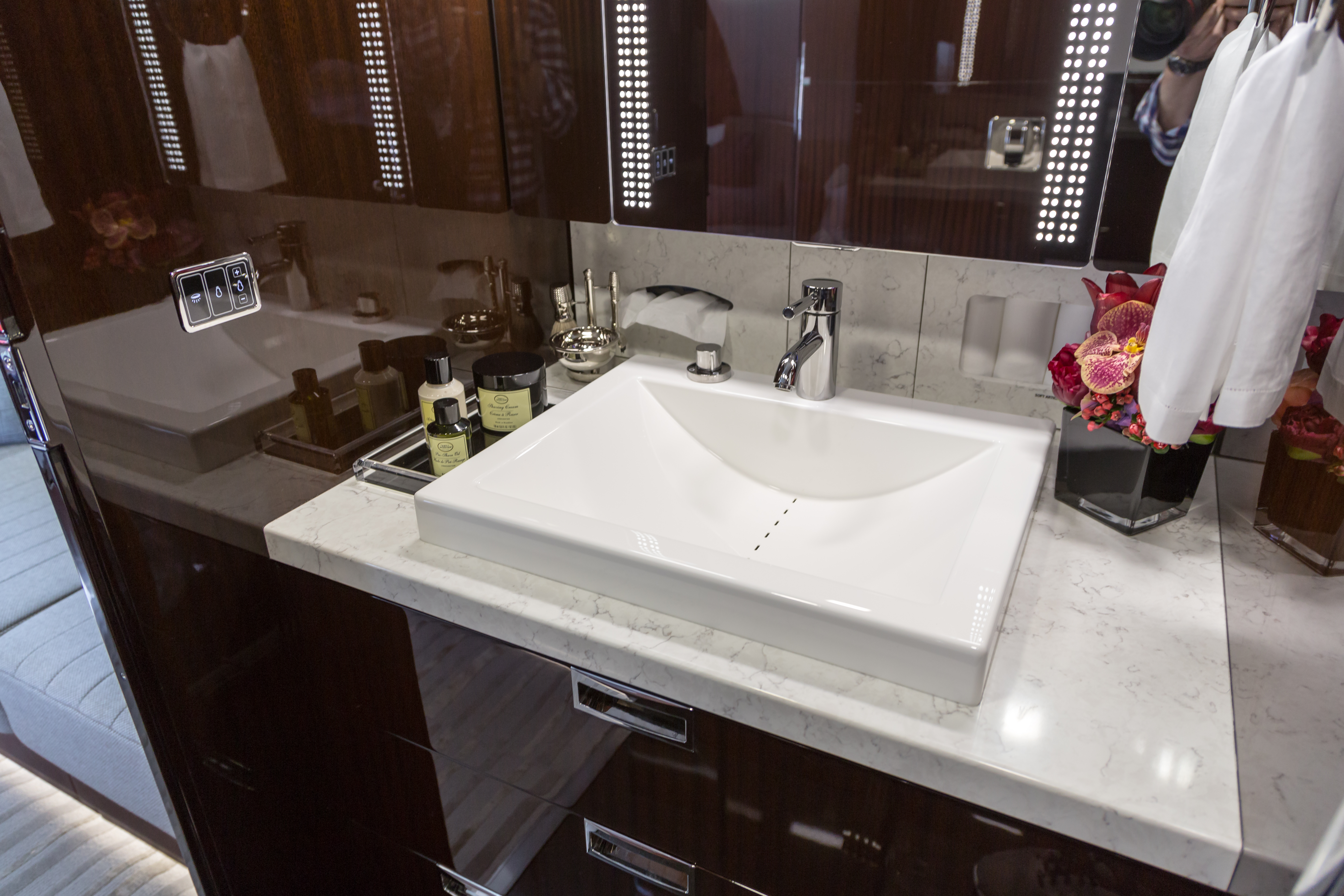
Порцелянова раковина у приватному літаку.

Обладнання типового бортового туалету пасажирського літака (наведено за алфавітним порядком):
- Безводний туалет з вакуумною каналізацією та кнопковим змивом.
- Дзеркало
- Відро для сміття, призначене серед іншого для перешкоджання змивання в унітаз невідповідного сміття.
- Індикатор на дверях, який вказує, зайнятий туалет або вільний.
- Інтерком для сигналу про допомогу.
- Паперові серветки в диспенсері.
- Паперові стаканчики в диспенсері.
- Попільничка (використовується навіть в авіакомпаніях, які забороняють палити на борту[en], як безпечне місце для утилізації недопалків у випадку, якщо безвідповідальний пасажир все ж запалить цигарку[7]).
- Поручні, щоб допомогти літнім пасажирам або пасажирам з обмеженими можливостями утримувати рівновагу та вставати з унітазу.
- Раковина для вмивання (з кранами або кнопкою для видачі води)
- Рідке мило.
- Розетка для електробритви.
- Столик для сповивання немовлят.
- Туалетний папір.
- Туалетні засоби — крем для рук, лосьйон, серветка для обличчя, гігієнічні серветки, пакети для блювання тощо (набір залежить від авіакомпанії та маршруту).

У вбудованих шафах може бути додатковий туалетний папір та інші туалетні приналежності, але такі шафи часто замкнені. Унітаз і раковина зазвичай виготовлені з формованого пластику або нержавіючої сталі; підлога має неслизьку поверхню. Туалети більш дорогого класу просторіші та пропонують більше приналежностей та інших зручностей.
Сміттєві баки обладнані флаконами для пожежогасіння та кришками, що гасять доступ кисню, в туалеті встановлено детектори диму. Ці захисні пристрої включено у конструкції туалетів на літаках через випадки пожеж, які сталися внаслідок того, що недбалий курець неправильно утилізував тліючий недопалок. Крім того, небезпека пожежі в туалеті вище, ніж в інших частинах салону літака, оскільки тут вогонь має більше часу щоб розгорітися, перш ніж його помітять пасажири або члени екіпажу.

### Обслуговування

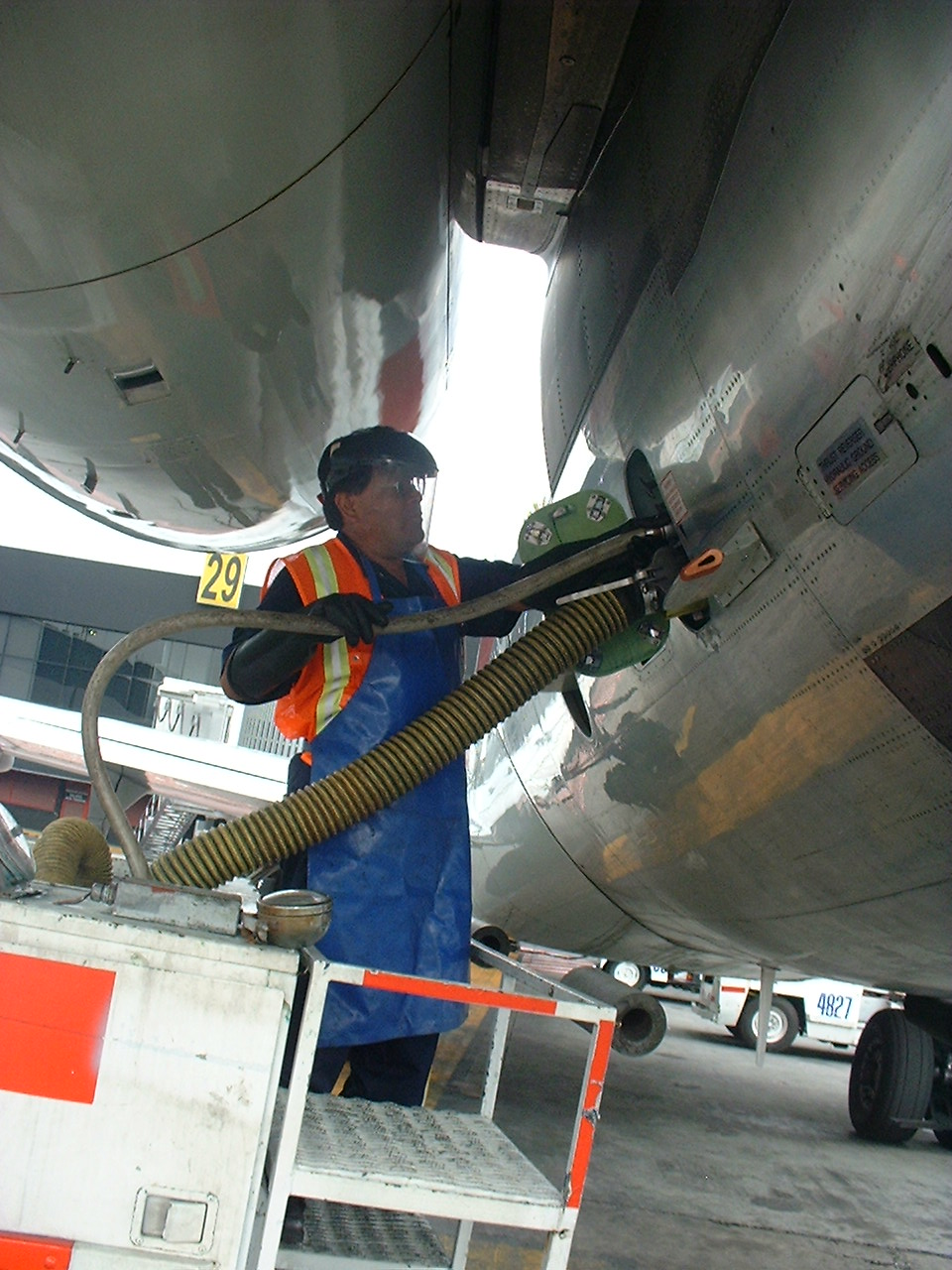
Частина туалетноъ системи літака McDonnell Douglas MD-80 під час обслуговування

Кожен літак, обладнаний ванною кімнатою або туалетом, повинен якось відводити свої відходи. Після прибуття літака обов'язком «техніка з обслуговування санітарних систем» (lavatory agent) є промивання туалетної системи. У місцях, де обслуговується менше або менше літаків, для обслуговування туалетів використовується «лав-візок» (по суті, невеликий асенізаційний автомобіль, який тягнеться за буксиром). В аеропортах з більшим пасажиропотоком прибиральники туалетів зазвичай використовують пристосовані вантажівки з великими баками на борту, які не потрібно спорожняти так часто, які в народі називають «медовими візками» (honey wagons). Ці вантажівки обладнані для доступу до відходів літака, які можуть бути недоступними для інших засобів.